# فريديريك بيريز
فريديريك بيريز (19 يوليو 1961 في الجزائر - ) (بالفرنسية: Frédéric Perez)‏ هو لاعب كرة يد فرنسا في مركز حارس مرمى ‏. شارك في الألعاب الأولمبية الصيفية 1992. ولعب مع نادي كريتاي لكرة اليد.

## وصلات خارجية
- فريديريك بيريز على موقع الاتحاد الأوروبي لكرة اليد (الإنجليزية)
- فريديريك بيريز على موقع أوليمبيديا (الإنجليزية)